# W zamknięciu
W zamknięciu (ang. On the Inside) – amerykański film dramatyczny z gatunku thriller z 2011 oparty na scenariuszu i reżyserii D.W. Browna. Wyprodukowany przez wytwórnię Mike Wittlin Productions.
Premiera filmu miała miejsce 18 marca 2011 roku w Stanach Zjednoczonych.

## Opis fabuły
Allen (Nick Stahl) po dokonaniu brutalnego morderstwa zostaje skazany na pobyt w zakładzie psychiatrycznym dla przestępców i udział w programie resocjalizacyjnym. W trakcie spotkań poznaje Mię (Olivia Wilde). Chce chronić ją przed złem panującym w zakładzie – to jego sposób na odkupienie zbrodni.

## Obsada
Źródło: Filmweb
- Nick Stahl jako Allen Meneric
- Dash Mihok jako Carl Tarses
- Olivia Wilde jako Mia Conlon
- Pruitt Taylor Vince jako Ben Marshal
- Shohreh Aghdashloo jako doktor Lofton
- Tariq Trotter jako Tom Bogotus
- Daniel Franzese jako Paul Warren
- Daniel London jako Nathan Parks
- Joanne Baron jako pani Standings

i inni